# جرالد بریسکو
جرالد بریسکو (انگلیسی: Gerald Brisco؛ زادهٔ ۱۹ سپتامبر ۱۹۴۶) کشتی‌گیر کشتی حرفه‌ای اهل ایالات متحده آمریکا است.
وی همچنین برندهٔ جوایزی همچون تالار شهرت دبلیو دبلیو ای شده‌است.